# Juliusz Wyrzykowski

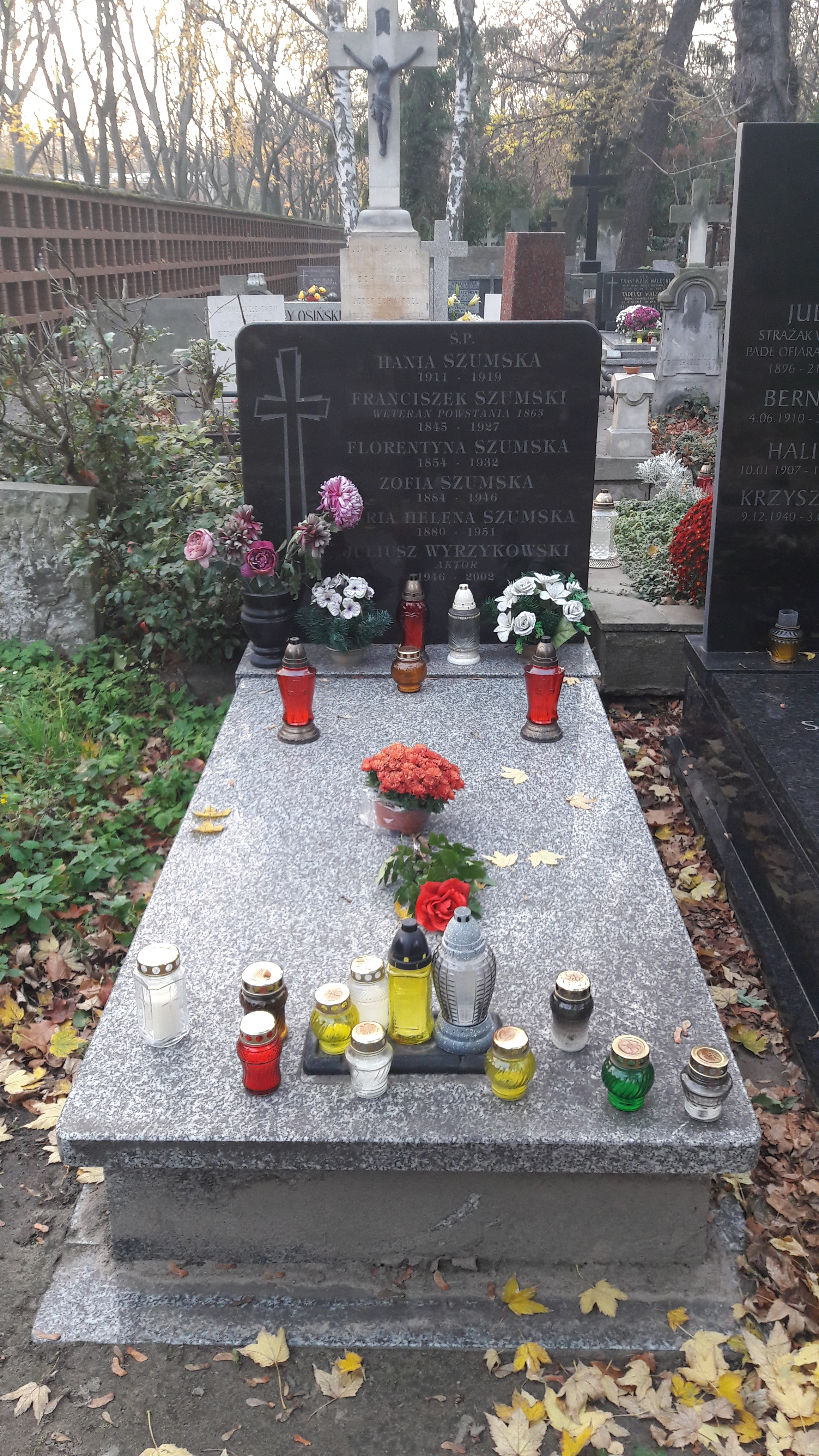
Grób Juliusza Wyrzykowskiego na cmentarzu Powązkowskim

Juliusz Wyrzykowski (ur. 6 czerwca 1946 w Warszawie, zm. 18 listopada 2002 tamże) – polski aktor filmowy i teatralny.

## Życiorys
Juliusz Wyrzykowski urodził się 6 czerwca 1946 roku w Warszawie. Był synem aktora Mariana Wyrzykowskiego oraz aktorki Elżbiety Barszczewskiej. Jako aktor zadebiutował w 1957 roku w tytułowej roli w filmie Król Maciuś I. W roku 1971 ukończył studia w Państwowej Wyższej Szkole Teatralnej w Warszawie i całe zawodowe życie był związany z Teatrem Polskim. Zmarł 18 listopada 2002 w Warszawie. Został pochowany na cmentarzu Powązkowskim (kwatera 168 rząd 1 grób 24).

## Filmografia[1]

### Filmy
- 1957: Król Maciuś I – Maciuś I
- 1976: Bezkresne łąki – Karol
- 1985: Głód – ojciec Joachima
- 1989: Stan strachu – aktor
- 1992: Wszystko, co najważniejsze – nauczyciel muzyki

### Teatr Telewizji
- 1971: Szafir jak diament – lekarz MO
- 1972: Otworzyć serce – pacjent
- 1974: Wszystko dobre, co się dobrze kończy – paź
- 1975: Zawodowy gość – gazeciarz
- 1975: Pogrążyć się w mroku – mechanik
- 1975: Piknik – Bomba
- 1976: Wystarczy jeden telefon – Gabi
- 1981: Wesele – diabeł
- 1990: Człowiek z budki suflera – kelner
- 1995: Ścieżki chwały – kapitan Tanon

### Seriale
- 1986: Zmiennicy (odc. 10: Krzyk ciszy) – pisarz turecki
- 1991: Pogranicze w ogniu (odc. 11) – ekspert sprawdzający dokumenty
- 1994: Zespół adwokacki (odc. 9) – sędzia w sprawie Kudela przeciwko Chmielnikowi
- 1994: Spółka rodzinna (odc. 3) – Krzak
- 1996: Dom (odc. 14: Ta mała wiolonczelistka) – mężczyzna w pociągu

### Filmy dokumentalne
- 1983: Na odsiecz Wiedniowi – sekretarz Palaviciniego

### Inne
- 1990: Na czysto

## Odznaczenia
- Srebrny Krzyż Zasługi (1993)[4]